# Саси Шанкар
Саси Шанкар (малаял. ശശിശങ്കർ, англ. Sasi Shankar; 1957 — 10 августа 2016) — индийский кинорежиссёр
. За свою карьеру снял 7 кинокартин на малаялам и 2 — на тамильском. Его дебютный фильм завоевал Национальную кинопремию.

## Биография
Начал свою карьеру в кино с должности помощника режиссёра у П.А. Баккера, с которым работал в трех кинолентах. Затем он перешёл под начало Сатьяна Антикката, которому ассистировал в работе на 30 фильмами, включая Sanmanassullavarkkku Samadhanam (1986), Sreedharante Onnam Thirumurivu (1987) и Pattanapravesham (1988).
В 1993 году он дебютировал в качестве режиссёра с фильмом Narayam, главные роли в котором сыграли Мурали и Урваши. Фильм рассказывал о индуистке, которая устраивается преподавать арабский язык в сельской школе, и о том, как этот факт пытаются использовать для разжигания религиозной вражды. По итогам года Narayam был награждён Национальной кинопремией за лучший фильм на «иную социальную тему» (помимо национального единства и семейных ценностей).
Затем Шанар снял Punnaram (1995) с Джагати Шрикумаром и Калпаной и Manthra Mothiram (1997) с Дилипом и Калабхаваном Мани.
Но наибольший коммерческий успех имела картина Kunjikoonan (2002), в которой Дилип исполнил двойную роль: горбуна и агрессивного студента колледжа. Фильм стал супер-хитом и продержался в кинотеатрах более 100 дней, хотя в отзывах оценка была средней.
Вдохновлённый успехом, Шанкар переснял его на тамильском языке, самостоятельно переписав сценарий, под названием «Самый красивый» с Сурьей в главной роли. Его работа как режиссёра и сценариста была оценена положительно.
Последним фильмом Шанкара стал тамильский Pagadai Pagadai, вышедший в 2014 году.
Последние годы жизни режиссёр был болен диабетом. Утром 10 августа 2016 года Саси Шанкар был найден в своём доме в критическом состоянии и доставлен в больницу, где скончался в тот же день. У него остались жена Бина, сын Вишну и дочь Минакши.